# 欣和
烟台欣和企业食品有限公司，简称欣和企业，是中华人民共和国的一家食品制造企业，成立于1992年。

## 历史
该企业由台灣人孫德善在烟台市创立，目前有食与家、葱伴侣、味达美、小康、黄飞红等品牌，产品遍布全球60多个国家，

## 争议
2024年4月16日，中华民国财政部关务署高雄关因欣和公司生产的黄飞红花生违反关于中国大陆产品输入规定宣布禁止进口并限制旅客携带数量之后在中国大陆引起热议。